# Хуан де Гарай
Хуа́н де Гара́й (исп. Juan de Garay, ок. 1528—1583) — испанский исследователь и конкистадор.
Хуан де Гарай исследовал реку Парану и основал города Санта-Фе и Буэнос-Айрес (на современном месте).

## Происхождение и детство
Хуан де Гарай родился около 1528 года. По одной версии это произошло в декабре 1527 года, по другой — в январе 1529 года.
Место его рождения спорно; одни источники (Пауль Гроуссак) в качестве родины называют Хунта-де-Вильяльба-де-Лосу в провинции Бургос, другие (Мендибуру и Энрике де Гандиа) называют город Ордуния в Бискае (из которого после пожара Хуан де Гарай в семилетнем возрасте переехал в Хунта-де-Вильяльба-де-Лосу). И тот и другой город относились к баскской зоне Кастилии, и его именуют «кастильцем Бискайи».
Его родителями были Клементе Лопес Очандиано и Каталина де Зарате. Воспитывался братом матери лиценциатом Педро Ортис де Зарате (или просто Педро Зарате), пока его мать не вышла замуж за Мартина де Гарая, который дал ему фамилию, хотя Хуан де Гарай сохранил герб Очандиано.
По одной версии семья Хуана де Гарая происходила от дома Маркуина (Marquina). Другие, например Гарсия Карраффа, основываясь на гербе Хуан де Гарая, показывают его происхождение с Гараями де Тудела (Наварра), известными с XIII века.

## Вице-королевство Перу
В 1543 году Бласко Нуньес Вела был назначен вице-королём Перу. 3 ноября на тридцати кораблях он отплыл из Санлукара-де-Баррамеды. В свиту Бласко Нуньеса Велы входил Педро Ортис де Зарате (и сопровождавшие его Хуан де Гарай и Лусия де Луйандо).
Его дядя Педро Ортис де Зарате, а также Диего де Сепеда, Лисон де Техеда и Хуан Альварес составляли «Аудиенсию Лимы», которая должна была помогать вице-королю в управлении. Из-за болезни Педро Ортис де Сарате вошёл в «Аудиенсию» лишь 10 сентября 1546. К этому времени Бласко Нуньес Вела вошёл в конфликт с местными конкистадорами, а также с «Аудиенсией», что привело к гражданской войне вице-короля со сторонниками Гонсало Писарро, в которой Хуан де Гарай принял активное участие.
В марте 1547 умер его дядя, которого перед смертью посетил Гонсало Писарро, чей сводный брат был женат на дочери Педро Ортис де Сарате — Анне де Саласар.
С 1548 до 1564 года Хуан де Гарай действовал в южных районах вице-королевства Перу (современные Чили, Аргентина, Боливия). 26 февраля 1561 он участвовал в основании Санта-Крус-де-ла-Сьерры. В 1564 году он отправился в Асунсьон, где женился на Изабелле де Бесерра и Мендоса (дочери Франсиска де Бесерра и Изабеллы де Контрерас).

## В Парагвае
В 1568 году Хуан де Гарай переехал в Асуньсон.
Хуан Ортис де Сарате был назначен аделантадо Рио-де-Ла-Платы. Помощник Хуана Ортис де Сарате, Филипп де Касерес, назначает Хуана де Гарая капитаном, поручая ему заселить провинцию Парагвай.
15 ноября 1573 году Хуан де Гарай основал город Санта-Фе.

## Рио-де-Ла-Плата
7 июня 1574 Хуан де Гарай был назначен аделантадо всех провинций Рио де Ла-Платы.
Умерший 26 января 1576 Ортис де Сарате назначил наследницей дочь Хуану де Сарате, поручив заботу о ней Хуану де Гараю. На руку Хуаны было много претендентов (среди них Антоно де Менесес, Франсиско де Матьенсо и Хуан Торрес де Вера и Арагон); в итоге она вступила в брак с Хуаном Торрес де Вера и Арагон, которого вице-король Перу (недовольный тем, что брак заключили без его согласия) посадил в тюрьму. Гарай тюрьмы избежал, вернувшись в Асунсьон.
9 апреля 1578 года Хуан де Гарай был назначен губернатором Рио-де-Ла-Платы.
В два последующие года он проводил активную колонизацию провинции (в том числе развивал Санта-Фе), а также подавил восстание гуарани под началом Оберы в Парагвае.
В январе 1580 года на новое место был перенесён Буэнос-Айрес, во главе которого были поставлены Родриго Ортис де Сарате и Гонсало Мартэль де Гусман. Городу был присвоен герб. Было произведено распределение земель индейцев 65 поселенцам.
В октябре 1580 года Хуан де Гарай уезжает в Санта-Фе. Он возвращается в Буэнос-Айрес в феврале 1581, доставив продовольствие.
В январе 1582 года он возвращается в Буэнос-Айрес, оттуда в Санта-Фе и в конце концов он проводит пять месяцев в Асунсьоне — столице провинции.

## Смерть
В марте 1583 года Гарай сопровождал Сотомайора на пути к мифическому городу. В марте 1583 они заблудились. А ночью лагерь был атакован индейцами керанди. Погибли Гарай, Сотомайор и несколько солдат.